# Bratrská jednota baptistů v Česku
Bratrská jednota baptistů (ve zkratce BJB) je křesťanská reformační církev konzervativně evangelikální orientace, která se vyznačuje kongregační strukturou. Každý sbor BJB je hospodářsky a finančně nezávislý na církevním vedení a své majetkové záležitosti si spravuje zcela samostatně. Bratrská jednota baptistů sestává vedle českých také z řady cizojazyčných (zejména rusky mluvících) sborů. Hlásí se k duchovnímu a biblickému odkazu anabaptistů z doby reformační a též k zásadám staré Jednoty bratrské. Název baptisté má svůj původ v řeckém slově βαπτίζειν (baptizein křtít) označujícím “ponoření” neboli křest.

## Dějiny a současnost
První baptistický sbor se shromáždil roku 1609 v Amsterdamu. První český baptistický sbor vznikl v Hleďsebi u Veltrus v roce 1885. Po vzniku Československa se baptistické sbory v Čechách, na Moravě a na Slovensku sdružily v Bratrskou jednotu Chelčického. Po rozdělení Československa na dvě samostatné republiky se také Bratrská jednota baptistů v roce 1994 rozdělila na dva samostatné celky – Jednotu českou a slovenskou. V důsledku teologických rozepří se roku 2019 se od BJB odloučil pražský sbor Na Topolce, který utvořil samostatnou denominaci Společenství baptistických sborů. Ještě před svým rozdělením se Bratrská jednota baptistů jako jediná církev a náboženská společnost v ČR v roce 2013 zřekla všech peněz z církevních restitucí. Měla nárok na celkem 227 milionů korun.

## Organizace církve
Orgány Bratrské jednoty baptistů jsou Sjezd delegátů, Rada zástupců sborů, Výkonný výbor a Revizní komise. Nejvyšším orgánem církve je Sjezd delegátů, který se koná jednou do roka a řeší důležitá společná témata fungování církve i eventuální sporné otázky. BJB pro své potřeby zřizuje odbory, komise a účelová zařízení. V současné době má odbor mládeže, sester, misijní a odbor pro manželství a rodinu. Posledně jmenovaný odbor úzce spolupracuje s Aliancí pro rodinu.

## Nauka církve
Bratrská jednota baptistů sdílí s ostatními křesťanskými církvemi tzv. apoštolské vyznání. Věřící sdružení ve sborech BJB věří v autoritu biblických textů, podobně jako všechny reformované církve. Věroučným základem jim jsou Písma svatá Starého a Nového zákona. Mezi další zásady BJB patří důraz na osobní víru, křest na vyznání (křest jako vědomé rozhodnutí na základě přijetí víry), výlučnost členství sborů (každý sbor BJB může být členem pouze jedné církve), důraz na stejné teologické zaměření sborů a důraz na sexuální aktivitu mezi mužem a ženou jen v manželství.

## Seznam sborů

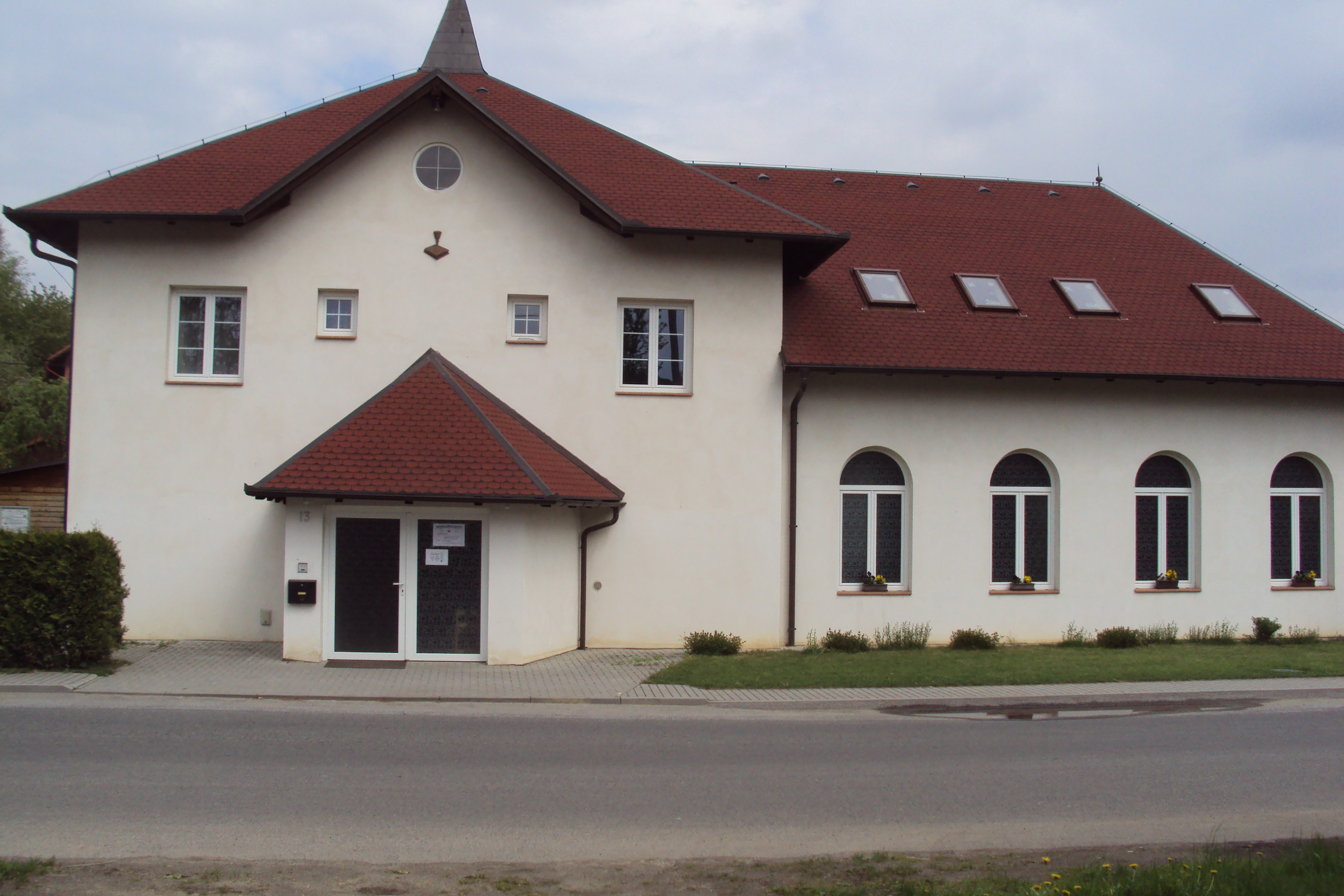
Modlitebna v Brništi

- Praha:
Vinohrady, International Baptist Church (angl.), Sarka Valley Community Church (angl.), Vinogradnaja Loza (rus.), BJB Praha 13 - Cirkev XXI stoleti (rus.)
- Karlovarský kraj:
Aš, Cheb I, Cheb II, Karlovy Vary, Kraslice, Sokolov, Teplá
- Ústecký kraj:
Děčín, Litoměřice, Lovosice, Teplice, Žatec
- Liberecký kraj:
Brniště, Cvikov, Jablonec nad Nisou, Liberec
- Hradecký kraj:
Broumov
- Pardubický kraj:
Pardubice, Pustá Rybná, Vysoké Mýto
- Jihočeský kraj:
České Budějovice
- Moravskoslezský kraj:
Ostrava, Příbor, Suchdol nad Odrou
- Olomoucký kraj:
Olomouc, Šumperk, Vikýřovice
- Zlínský kraj:
Kroměříž, Uherské Hradiště, Vsetín, Zlín
- Jihomoravský kraj:
Blansko, Brno

## Věřící

Věková struktura Bratrské jednoty baptistů v České republice roku 2011